# Attonitus
Genre
Attonitus est un genre de poissons d'eau douce téléostéens de la famille des Characidae (ordre des Characiformes).

## Répartition
Les espèces du genre Attonitus se rencontrent en Amérique du Sud.

## Liste des espèces
Selon World Register of Marine Species (16 janvier 2024) :
- Attonitus bounites Vari & Ortega, 2000
- Attonitus ephimeros Vari & Ortega, 2000
- Attonitus irisae Vari & Ortega, 2000

## Classification
Le nom valide complet (avec auteur) de ce taxon est Attonitus Vari (d) & Ortega (d), 2000.

## Étymologie
Le nom générique, du attonitus, « abasourdi ou étourdi », fait référence à l'apparence « bouche bée » que présentent les spécimens conservés.

## Publication originale
- (en) R. P. Vari et H. Ortega, « Attonitus, a new genus of sexually dimorphic characiforms (Ostariophysi: Characidae) from western Amazonia; a phylogenetic definition and description of three new species », Ichthyological Exploration of Freshwaters, Allemagne, vol. 11, no 2,‎ 2000, p. 113-140 (ISSN 0936-9902).